# 岩佐岳
岩佐岳（日语：／ Iwasa Gaku，1974年2月5日—），日本動畫製作人。男性。WHITE FOX代表董事。出身於神奈川縣橫濱市。在本身大部分作品中，經常以的名義出現。

## 來歷、人物
大學退學後，進入代代木動畫學院東京分校學習。
在校期間就加入了OLM。於該公司製作的《宇宙小毛球》首次擔任製作進行，從主任到負責人，再到動畫製作人，並穩步前進。為《妙妙魔法屋》組建了製作團隊「OLM TEAM IWASA」，此後主要製作深夜動畫作品，並獨立承包其他公司的作品。特別是《受讚頌者》是基於岩佐岳「精心製作」的製作方針而製作的，受到了許多粉絲的高度評價。另外，他也負責同作品DVD-BOX特典中收錄的4集動畫短片的劇本。
2007年，與《受讚頌者》主要人員一起從OLM獨立，成立WHITE FOX。而且，在此之前，他在製作《烙印戰士 (1997年版)》時，就已經成立了與個人網站同名的動畫工作室「燈魚工作室」。

## 參加作品

### 電視動畫

#### OLM
1995年
- 宇宙小毛球（—1997年，製作進行）※僅第74話。名義。

1997年
- 烙印勇士 (1997年版)（—1998年，製作進行）
- 神奇寶貝（—2002年，製作主任）※負責第102～106、109～133話。第106話之外以名義。

1998年
- 幸運女神 小不隆咚便利多多（—1999年，製作主任）※負責第18～48話。名義。

2001年
- 漫畫派對（製作主任）※名義。
- 妙妙魔法屋（—2003年，擔任製作）※工作人員表未顯示。

2002年
- 神奇寶貝Side Story（—2004年，製作擔當）※TEAM IWASA製作集數（負責第3、11～14話）。名義。

2003年
- 神秘智慧石（—2004年，製作擔當）※名義。

2004年
- 阿加莎·克里斯蒂的名偵探波洛和馬普爾（日语：アガサ・クリスティーの名探偵ポワロとマープル）（—2005年，製作擔當）※名義。

2006年
- 受讚頌者（動畫製作人、短篇動畫編劇）※名義。
- Gift eternal rainbow（動畫製作人）※名義。
- 超級機器人大戰 -Divine Wars-（日语：スーパーロボット大戦OG -ディバイン・ウォーズ-）（—2007年，動畫製作人）※名義。

#### WHITE FOX
2009年
- 花冠之淚（動畫製作人）※名義。

2010年
- 刀語（動畫製作人）※名義。

2011年
- 命運石之門（動畫製作人）※名義。

2012年
- 軍火女王（製作人）

2013年
- 打工吧！魔王大人 （製作人）

2014年
- 超級索尼子 -SUPER SONICO THE ANIMATION- （製作人、動畫製作人）※擔任動畫製作人以名義。
- 請問您今天要來點兔子嗎？（製作人）
- 斬！赤紅之瞳 （製作人）

2015年
- 傳頌之物 虛偽的假面（生產製作人）
- 請問您今天要來點兔子嗎??（製作協力）

2016年
- Re：從零開始的異世界生活（製作統括）
- 神裝少女小纏（製作人）

2017年
- 從零開始的魔法書（製作統括）
- 少女終末旅行（製作統括）

2018年
- 命運石之門0（製作統括）
- 哥布林殺手（製作統括）

2019年
- 慎重勇者 ～這個勇者明明超TUEEE卻過度謹慎～（製作統括）

2020年
- Re:從零開始的異世界生活（製作統括）

2022年
- 受讚頌者 二人的白皇（生產製作人）

### 電影動畫
1998年
- 劇場版 神奇寶貝：超夢的逆襲（製作主任）

1999年
- 劇場版 神奇寶貝：夢幻之神奇寶貝 洛奇亞爆誕 （製作主任）

2000年
- 劇場版 神奇寶貝：結晶塔的帝王（製作主任）※名義。

2001年
- 劇場版 神奇寶貝：雪拉比 穿梭時空的相遇（製作主任）※名義。

### OVA
1997年
- CPU辣妹（日语：ぶっとび!!CPU）（製作進行）

2003年
- 水色 全年齡版（日语：みずいろ）（製作擔當）

## 相關項目
- 代代木動畫學院
- OLM
- WHITE FOX
- 日本動畫師列表（日语：アニメ関係者一覧）

## 外部連結
- 岩佐岳的X（前Twitter） （日語）
- （日語）－岩佐岳的官方個人網站。